# 鹽竈神社 (仙台市宮城野区)
鹽竈神社（しおがまじんじゃ）は、宮城県仙台市宮城野区のJR仙台駅東口の初恋通沿いにある神社。「名掛丁塩釜神社」とも呼ばれる。当社は、同県塩竈市にある鹽竈神社の仮宮を端緒とし、現在は島崎藤村が下宿していた三浦屋の跡地に建つ。

## 祭神
塩竈市の鹽竈神社の分祠であるため、祭神は同神社と同じである（ただし、塩竈市の鹽竈神社では別宮、左宮、右宮にそれぞれ塩土老翁神、武甕槌神、経津主神の3座を祀るのに対し、当社では塩土老翁神のみが祀られている）。
安産・交通安全に利益があるとされる塩竈市の鹽竈神社と同様の神徳を有すとされるが、さらに縁結びや初恋成就にも利益があるとされている。
- 塩土老翁神

## 歴史
江戸時代の延宝年間（1673年 - 1681年）に、仙台藩第4代藩主、伊達綱村が原田宗輔を修造奉行に、三分一所典膳を副奉行に任命して塩竈の鹽竈神社を修造させたが、その修造期間中、鹽竈神社の神体（御幣）および勅額を仙台城の城下町の東六番丁にあった高福院境内に設けられた仮宮に安置し、延宝8年（1680年）に修造が終わって神体を塩竈に戻すに際して、仮宮を廃せずに塩土老翁神を分祠して「塩竈大明神」と称したのが創祀であり、以後、地元の氏子らの信仰を集めた
明治元年（1868年）の神仏判然令を受けて塩竈大明神は「鹽竃神社」と改称して独立することとなり、名掛丁（現在の仙台駅西口側の町域）にあった歳徳神社と合祀されて東六番丁29番地にあった三吉神社境内に遷座、同時に同神社を境内末社とした。
平成12年（2000年）3月11日、JR仙石線が連続立体交差化事業により宮城野通の地下の仙台トンネルに移設開通すると、仙台駅東第二土地区画整理事業により当社周辺の整備が行われ、同14年（2002年2月に現在地（島崎藤村が下宿していた三浦屋の跡地）に遷座した。なお、同16年（2004年）には藤村広場、および仙台駅東口駅前広場が完成し、両者が当社の門前を経由する初恋通りで繋がれている。
当社の門前町となった初恋通には飲食店が集積し、仙台駅東口における新興の歓楽街となりつつある。

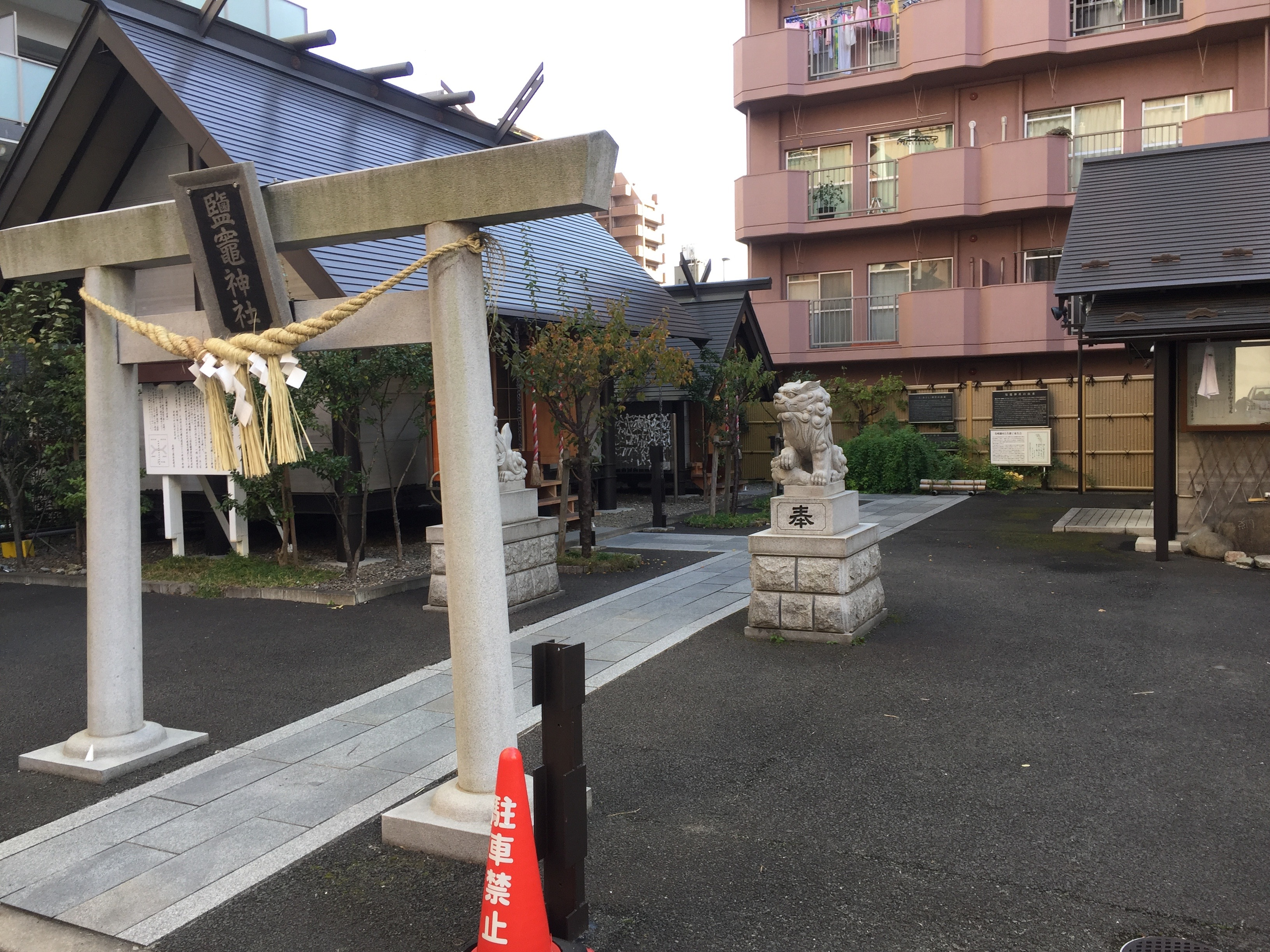
参道の敷石には2004年（平成16年）に解体された2代目宮城野橋の階段の石が使われている。

## 末社
- 三吉神社